# 内斯屈 (阿列日省)
内斯屈（法語：Nescus）是法国阿列日省的一个市镇，属于富瓦区（Foix）拉巴斯蒂德德塞鲁县（La Bastide-de-Sérou）。该市镇2009年时的人口为62人。

## 人口
内斯屈人口变化图示
| 数据来源：INSEE |